# Stellaria borealis
Stellaria borealis — вид трав'янистих рослин родини Гвоздичні (Caryophyllaceae). Етимологія: лат. borealis — «північний».

## Опис
Багаторічні рослини, часто сплутані, кореневищні. Стебла від ницих до висхідних, як правило, дифузно розгалужені, різко 4-кутні, (5)25–50 см, від голі, рідкісно бувають запушеними. Листки сидячі; пластини від лінійно-ланцетних до яйцевидо-ланцетних, рідше еліптично-ланцетні, 1–6 см × 2–8 мм, основи клиноподібні, верхівки гострі. Суцвіття несуть багато квітів, кожна з п'ятьма глибоко розсіченими білими пелюстками, 1–3 мм. Деякі квіти без пелюсток і мають лише п'ять загострених зелених чашолистків, 2–5 мм. Тичинок 5. Капсули зеленувато-коричневі або солом'яного кольору, яйцеподібні, 3–7 мм, більш ніж у 1–1,5 рази більші в довжину, ніж ширину, перевищують чашолистки, верхівки гострі, відкриваються 3 клапанами. Насіння коричневе, оберненояйцевиде, гладке або зморшкувате. 2n = 52.

## Поширення
Арктична Європа (Фінляндія, Ісландія, Норвегія, Швеція); Арктична Азія; Північна Америка (Гренландія, Сен-П'єр і Мікелон, США, Канада). 
Населяє ліси, отвори або западини, зростає вздовж трас, також на гравійних берегах і кордонах водойм і боліт.